# Archidiecezja utrechcka

Herb archidiecezji

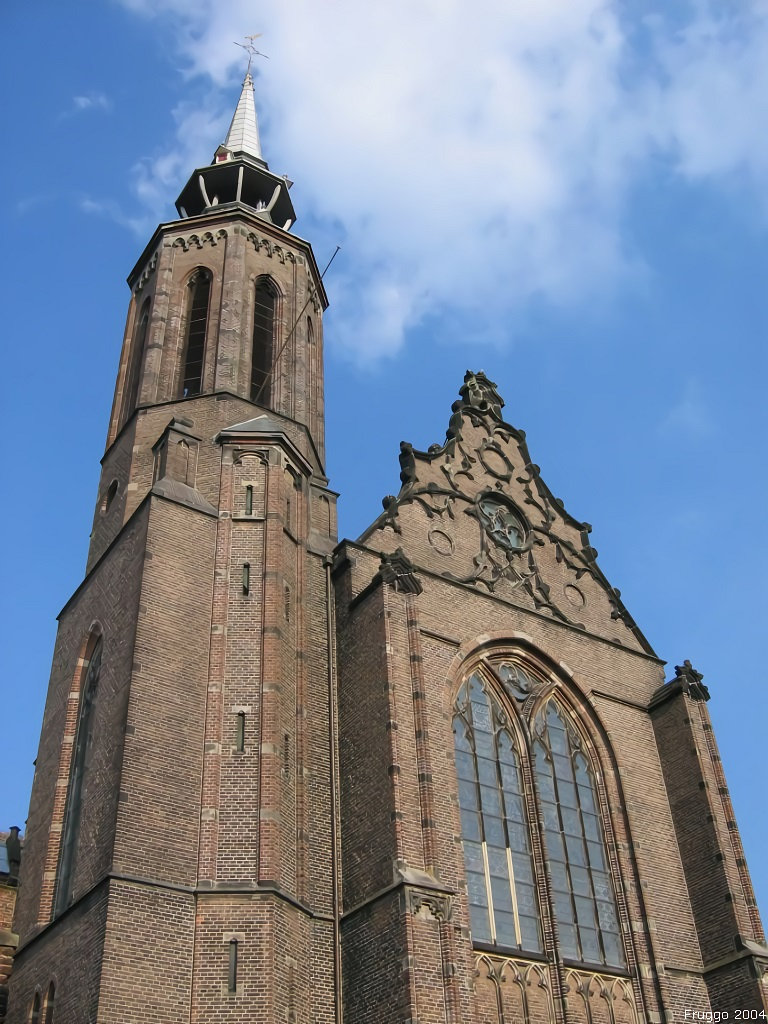
Katedra św. Katarzyny w Utrechcie

Archidiecezja utrechcka (łac. Archidioecesis Ultraiectensis, niderl. Aartsbisdom Utrecht) – rzymskokatolicka archidiecezja w Holandii, położona we wschodniej części kraju, największa na terenie kraju. Siedziba arcybiskupa znajduje się w parafii św. Augustyna położonej ok. 60 km od Utrechtu (do 2007 mieściła się ona w katedrze św. Katarzyny).

## Historia
Założycielem diecezji utrechckiej był św. Wilibrord, który był tutejszym pierwszym biskupem w latach 695–739. Założenie biskupstwa w Utrechcie związane było z tym, iż miasto to należało do zamożniejszych w regionie oraz wyróżniało się dużą liczbą kościołów. W 799 biskupstwo zostało podporządkowane metropolii kolońskiej.
Wraz z rozpadem terytorialnym Rzeszy Niemieckiej w ciągu średniowiecza ordynariusze utrechccy uzyskali również władzę świecką jako książęta na podległym im terytorium. Ostatnim księciem-biskupem był bp Henryk Wittelsbach w XVI w. W 1559 diecezja została podniesiona do rangi archidiecezji i metropolii, której jako sufraganię przydzielono biskupstwa w: Haarlem, ’s-Hertogenbosch, Middelburg, Deventer, Leeuwarden i Groningen.
W XVI w. w czasie reformacji struktura diecezji została całkowicie zniszczona przez zyskujący poparcie lokalnej społeczności oraz władców terytorialnych kalwinizm. Jego wyznawcy byli prześladowani przez Habsburgów.
Po powstaniu i antyhiszpańskiej wojnie wyzwoleńczej z lat 1566–1609 północna część Niderlandów uzyskała niepodległość, najpierw w 1579 r. zawierając tzw. Unię Utrechcką, a w 1581 r. powołując do życia Republikę Zjednoczonych Prowincji. Władze nowej republiki już w 1573 r. zakazały katolikom kultu publicznego, a w 1580 r. całkowicie zlikwidowano struktury kościelne w północnych Niderlandach. W ich miejsce Stolica Apostolska utworzyła w 1592 r. wikariat apostolski, którym zarządzali duchowni z zagranicy.
Wikariat apostolski został w 1727 r. przekształcony w misję sui iuris. W 1723 r. doszło wśród katolików holenderskich do schizmy, w wyniku której powstał Kościół Starokatolicki (→ archidiecezja Utrechtu).
4 marca 1853 r. misja sui iuris w Holandii została przekształcona przez papieża Piusa IX w archidiecezję utrechcką, podległą bezpośrednio do Rzymu. 6 lutego 1936 r. podniesiona została ona do rangi metropolii, która objęła swoim zasięgiem cały kraj.
Według danych z 2010 roku archidiecezja liczyła ok. 754 tys. wiernych, a niecałe 32 tys. spośród nich deklarowało udział w niedzielnej Mszy św.

## Biskupi
- diecezjalny – kard. Willem Jacobus Eijk
- pomocniczy – bp Ted Hoogenboom
- pomocniczy – bp Herman Woorts
- pomocniczy – bp Johannes Antonius de Kok (emerytowany)

## Podział administracyjny
W skład archidiecezji utrechckiej wchodzi obecnie 312 parafii, zgrupowanych w 5 dekanatach.

## Główne świątynie[5]
- Archikatedra św. Katarzyny w Utrechcie
- Bazylika św. Grzegorza w Almeo
- Bazylika Podwyższenia Krzyża Świętego w Raalte
- Bazylika św. Lamberta w Hengelo
- Bazylika św. Mikołaja w Ijsselstein
- Bazylika św. Pankracego w Tubbergen
- Bazylika św. Plechelma w Oldenzaal
- Bazylika św. Walburgis w Arnhem
- Bazylika Wniebowzięcia Najświętszej Maryi Panny w Zwolle